# Sypniewo (stacja kolejowa)
Sypniewo – zlikwidowana w 1945 roku stacja kolejowa w Sypniewie, w gminie Jastrowie, w powiecie złotowskim, w województwie wielkopolskim, w Polsce.